# Pterygodium schelpei
Pterygodium schelpei é uma espécie de orquídea terrestre, originária do Cabo Ocidental e do Cabo Setentrional, na África do Sul, onde habita principalmente encostas das montanhas não muito elevadas, em meio à vegetação arbustiva.
São plantas de raízes com tubérculos ovóides, com caules robustos e folhas grandes e macias. A inflorescência é terminal com flores desépala dorsal disposta jundo às pétalas formando um conjunto elmiforme, as laterais bem abertas horizontalmente. O labelo tem estrutura complicada, e a coluna contém duas polínias. As flores secretam óleo, recolhido por abelhas rediviva, da família Melittidae que nesta atividade polinizam as flores ao levarem as polínias em sua pernas.